# Fly-Day Wonder3
『Fly-Day Wonder3』（フライデーワンダースリー）は、2003年4月4日からエフエム長崎で放送されているラジオ番組。略称はFW3。

## 概要
金曜午後に放送のワイド番組で、毎週14時から19時前までの5時間生放送を実施している。番組は、独自の調査による音楽ランキングTOP20、長崎県内にある餃子の王将4店舗のお得情報、アミュプラザ長崎での売れ筋商品、V・ファーレン長崎やサッカー日本代表に関する情報などを紹介している。各回で特集するミュージシャン本人やV・ファーレン長崎で活躍するサッカー選手本人と電話をつないでのインタビューコーナーも設けている。
当初は16時から放送の3時間番組であったが、後に15時からの放送に拡大。そして2009年4月から6月まで正午からの7時間近くに及ぶ長時間生放送を実施した後、同年7月の改編で14時からの放送となる。
また、放送開始から1年間は高森順子が単独でパーソナリティを務めていたが、2004年にYUYAが加入。以後はこの2人による進行が通例となっているが、YUYAは2008年4月から2009年3月まで一時番組を降板していたことがある。その間は、当時『ROCKIN' COUNTRY』に出演していた内藤圭祐が高森のパートナーを務めていた。